# Damir Lesjak
Damir Lesjak (Čakovec, 31 marzo 1967) è un ex calciatore croato, di ruolo difensore.

## Palmarès
- Campionato croato: 1

Dinamo Zagabria: 1992-1993
- Coppa di Croazia: 1

Dinamo Zagabria: 1993-1994